# Ulrich Adrian
Ulrich Adrian (* 13. Februar 1958 in Gevelsberg) ist ein ehemaliger deutscher Fernsehjournalist. Er war von September 2009 bis August 2014 der Polen-Korrespondent der ARD und Leiter des Warschauer Fernsehstudios.

## Leben und Wirken
Ulrich Adrian begann bereits als Schüler seine journalistische Tätigkeit bei der Westdeutschen Zeitung (WZ) und schrieb später auch für die Westfalenpost (WP) sowie für die Westfälische Rundschau. Nach dem Abitur studierte Adrian Politik, Germanistik und Neuere Geschichte an den Universitäten zu Köln und Bonn.
1982 begann er, als freier Mitarbeiter für das Fernsehen des Westdeutschen Rundfunks (WDR) zu arbeiten. Er wurde 1984 als Redakteur beim WDR in der Redaktion der Regionalsendung Hier und Heute festangestellt. 1992 gehörte er zum Gründungsteam des ARD-Morgenmagazins, für das er bis 1999 hunderte von Live-Schalten als Reporter im In- und Ausland absolvierte. Unter anderem berichtete er als Reisekorrespondent aus Afghanistan, Belgien, Frankreich, Italien, Kanada, Polen, Ruanda, der Türkei, dem damaligen Zaire, Bosnien-Herzegowina, Tansania, China, Russland und der Ukraine.
1999 bis 2001 war er zwei Jahre lang als USA-Korrespondent in Washington, D.C. tätig. Nach mehreren Jahren in der Auslandsredaktion des WDR in Köln wechselte er zum 1. Februar 2008 als ARD-Korrespondent nach New York und leitete das dortige ARD-Fernsehstudio kommissarisch. 2009 übernahm er als Nachfolger von Robin Lautenbach die Leitung des Fernsehstudios in Warschau. 2014 kehrte er in die WDR-Zentrale nach Köln zurück. 2018 schied er aus dem WDR aus. Details zum Ausscheiden werden unter der Vorgabe des Persönlichkeitsrechtes nicht bekannt gegeben.
Ulrich Adrian ist verheiratet mit der Journalistin Astrid Adrian und hat zwei Kinder.

## Engagement
Zusammen mit Rainer Seidel, einem inzwischen pensionierten Berufsberater der Agentur für Arbeit in Aachen, initiierte Ulrich Adrian 1989 zum ersten Mal das Journalistenseminar Rohren. Benannt nach dem Veranstaltungsort, einem kleinen Eifeldorf bei Monschau, fand bis einschließlich 2017 das zehntägige Journalisten-Seminar jährlich statt, das von Adrian und seiner Frau geleitet wurde. Die Teilnehmer aus ganz Deutschland produzierten unter anderem selbständig Radio- und Fernsehsendungen, besuchten Termine in der Eifel und schrieben Artikel, die häufig in dortigen Lokalzeitungen erschienen.